# Jamaica a 2000. évi nyári olimpiai játékokon
Jamaica az ausztráliai Sydneyben megrendezett 2000. évi nyári olimpiai játékok egyik részt vevő nemzete volt. Az országot az olimpián 4 sportágban 48 sportoló képviselte, akik összesen 9 érmet szereztek.

## Érmesek
| Érem  | Versenyző                                                                                               | Sportág  | Versenyszám           |
| ----- | --- | -------- | --------------------- |
| Ezüst | Michael Blackwood Greg Haughton Christopher Williams Danny McFarlane Michael McDonald Sanjay Ayre       | Atlétika | Férfi 4 × 400 m váltó |
| Ezüst | Tayna Lawrence                                                                                          | Atlétika | Női 100 m             |
| Ezüst | Lorraine Graham                                                                                         | Atlétika | Női 400 m             |
| Ezüst | Deon Hemmings                                                                                           | Atlétika | Női 400 m gát         |
| Ezüst | Tayna Lawrence Veronica Campbell Beverly McDonald Merlene Ottey Merlene Frazer                          | Atlétika | Női 4 × 100 m váltó   |
| Ezüst | Sandie Richards Catherine Pomales-Scott Deon Hemmings Lorraine Graham Michelle Burgher Charmaine Howell | Atlétika | Női 4 × 400 m váltó   |
| Bronz | Greg Haughton                                                                                           | Atlétika | Férfi 400 m           |
| Bronz | Merlene Ottey                                                                                           | Atlétika | Női 100 m             |
| Bronz | Beverly McDonald                                                                                        | Atlétika | Női 200 m             |

## Atlétika
Férfi
| Versenyző                                                                                         | Versenyszám     | Előfutam | Előfutam | Előfutam | Negyeddöntő | Negyeddöntő | Negyeddöntő | Elődöntő      | Elődöntő      | Elődöntő      | Döntő   | Döntő    |
| Versenyző                                                                                         | Versenyszám     | Idő      | Hely.    | Össz.    | Idő         | Hely.       | Össz.       | Idő           | Hely.         | Össz.         | Idő     | Helyezés |
| ------------------------------------------------------------------------------------------------- | --------------- | -------- | -------- | -------- | ----------- | ----------- | ----------- | ------------- | ------------- | ------------- | ------- | -------- |
| Lindel Frater                                                                                     | 100 m           | 10,45    | 2.       | 42.***   | 10,23       | 4.          | 11.*        | 10,46         | 8.            | 15.           | kiesett | kiesett  |
| Pat Jarrett                                                                                       | 100 m           | 10,41    | 3.       | 33.**    | 16,40       | 8.          | 41.         | kiesett       | kiesett       | kiesett       | kiesett | kiesett  |
| Christopher Williams                                                                              | 100 m           | 10,35    | 1.       | 20.****  | 10,30       | 5.          | 23.         | kiesett       | kiesett       | kiesett       | kiesett | kiesett  |
| Christopher Williams                                                                              | 200 m           | 20,45    | 1.       | 1.       | 20,25       | 2.          | 8.          | 20,47         | 5.            | 9.            | kiesett | kiesett  |
| Dwight Thomas                                                                                     | 200 m           | 20,85    | 2.       | 24.      | 20,58       | 5.          | 19.         | kiesett       | kiesett       | kiesett       | kiesett | kiesett  |
| Ricardo Williams                                                                                  | 200 m           | 21,09    | 5.       | 43.      | kiesett     | kiesett     | kiesett     | kiesett       | kiesett       | kiesett       | kiesett | kiesett  |
| Greg Haughton                                                                                     | 400 m           | 45,63    | 1.       | 15.      | 45,08       | 2.          | 4.          | 44,93         | 3.            | 3.            | 44,70   |          |
| Danny McFarlane                                                                                   | 400 m           | 45,84    | 2.       | 26.*     | 45,40       | 3.          | 11.         | 45,38         | 1.            | 6.            | 45,55   | 7.       |
| Davian Clarke                                                                                     | 400 m           | 45,30    | 2.       | 6.       | 45,06       | 1.          | 3.          | nem ért célba | nem ért célba | nem ért célba | kiesett | kiesett  |
| Marvin Watts                                                                                      | 800 m           | 1:59,97  | 8.       | 60.      |             |             |             | 1:47,68       | 8.*           | 20.*          | kiesett | kiesett  |
| Robert Foster                                                                                     | 110 m gát       | 14,33    | 7.       | 37.      | kiesett     | kiesett     | kiesett     | kiesett       | kiesett       | kiesett       | kiesett | kiesett  |
| Dinsdale Morgan                                                                                   | 400 m gát       | 49,64    | 2.       | 12.      |             |             |             | 50,23         | 7.            | 22.           | kiesett | kiesett  |
| Kemel Thompson                                                                                    | 400 m gát       | 50,40    | 4.       | 28.      |             |             |             | kiesett       | kiesett       | kiesett       | kiesett | kiesett  |
| Ian Weakley                                                                                       | 400 m gát       | 52,18    | 8.       | 55.      |             |             |             | kiesett       | kiesett       | kiesett       | kiesett | kiesett  |
| Lindel Frater Dwight Thomas Christopher Williams Llewelyn Bredwood Donovan Powell                 | 4 × 100 m váltó | 38,97    | 4.       | 9.       |             |             |             | 38,27         | 2.            | 3.*           | 38,20   | 4.       |
| Michael Blackwood Greg Haughton Christopher Williams Danny McFarlane Michael McDonald Sanjay Ayre | 4 × 400 m váltó | 3:03,85  | 1.       | 5.       |             |             |             | 2:58,84       | 1.            | 1.            | 2:58,78 |          |

| Versenyző      | Versenyszám | Selejtező | Selejtező | Döntő    | Döntő    |
| Versenyző      | Versenyszám | Eredmény  | Helyezés  | Eredmény | Helyezés |
| -------------- | ----------- | --------- | --------- | -------- | -------- |
| James Beckford | Távolugrás  | 798 cm    | 14.*      | kiesett  | kiesett  |

| Versenyző       | Versenyszám | 100 m | 100 m | Távolugrás               | Távolugrás               | Súlylökés | Súlylökés | Magasugrás | Magasugrás | 400 m      | 400 m      | 110 m gát  | 110 m gát  | Diszkoszvetés | Diszkoszvetés | Rúdugrás   | Rúdugrás   | Gerelyhajítás | Gerelyhajítás | 1500 m     | 1500 m     | Végeredmény   | Végeredmény   |
| Versenyző       | Versenyszám | Idő   | Pont  | Eredmény                 | Pont                     | Eredmény  | Pont      | Eredmény   | Pont       | Idő        | Pont       | Idő        | Pont       | Eredmény      | Pont          | Eredmény   | Pont       | Eredmény      | Pont          | Idő        | Pont       | Pont          | Helyezés      |
| --------------- | ----------- | ----- | ----- | ------------------------ | ------------------------ | --------- | --------- | ---------- | ---------- | ---------- | ---------- | ---------- | ---------- | ------------- | ------------- | ---------- | ---------- | ------------- | ------------- | ---------- | ---------- | ------------- | ------------- |
| Claston Bernard | Tízpróba    | 10,79 | 908   | érvényes kísérlet nélkül | érvényes kísérlet nélkül | 13,68 m   | 709       | nem indult | nem indult | nem indult | nem indult | nem indult | nem indult | nem indult    | nem indult    | nem indult | nem indult | nem indult    | nem indult    | nem indult | nem indult | nem ért célba | nem ért célba |

Női
| Versenyző                                                                                               | Versenyszám     | Előfutam | Előfutam | Előfutam | Negyeddöntő   | Negyeddöntő   | Negyeddöntő   | Elődöntő | Elődöntő | Elődöntő | Döntő   | Döntő    |
| Versenyző                                                                                               | Versenyszám     | Idő      | Hely.    | Össz.    | Idő           | Hely.         | Össz.         | Idő      | Hely.    | Össz.    | Idő     | Helyezés |
| --- | --------------- | -------- | -------- | -------- | ------------- | ------------- | ------------- | -------- | -------- | -------- | ------- | -------- |
| Tayna Lawrence                                                                                          | 100 m           | 11,14    | 2.       | 4.       | 11,11         | 2.            | 5.            | 11,12    | 2.       | 1.       | 11,18   |          |
| Merlene Ottey                                                                                           | 100 m           | 11,24    | 1.       | 8.*      | 11,08         | 1.            | 2.*           | 11,22    | 1.       | 4.       | 11,19   |          |
| Beverly McDonald                                                                                        | 100 m           | 11,36    | 2.       | 17.*     | 11,26         | 4.            | 13.**         | 11,31    | 5.       | 6.*      | kiesett | kiesett  |
| Beverly McDonald                                                                                        | 200 m           | 22,50    | 1.       | 1.       | 22,44         | 1.            | 1.            | 22,70    | 2.       | 5.       | 22,35   |          |
| Juliet Campbell                                                                                         | 200 m           | 23,18    | 4.       | 17.*     | 23,34         | 7.            | 25.           | kiesett  | kiesett  | kiesett  | kiesett | kiesett  |
| Astia Walker                                                                                            | 200 m           | 23,33    | 4.       | 26.      | nem ért célba | nem ért célba | nem ért célba | kiesett  | kiesett  | kiesett  | kiesett | kiesett  |
| Lorraine Graham                                                                                         | 400 m           | 51,65    | 3.       | 6.       | 50,66         | 1.            | 4.            | 50,28    | 1.       | 5.       | 49,58   |          |
| Sandie Richards                                                                                         | 400 m           | 51,86    | 2.       | 13.      | 51,00         | 4.            | 10.           | 50,42    | 5.       | 7.       | kiesett | kiesett  |
| Charmaine Howell                                                                                        | 800 m           | 2:01,14  | 5.       | 12.      |               |               |               | 2:00,63  | 7.       | 13.      | kiesett | kiesett  |
| Madrea Hyman                                                                                            | 1500 m          | 4:10,21  | 10.      | 13.      |               |               |               | 4:14,20  | 11.      | 21.      | kiesett | kiesett  |
| Delloreen Ennis-London                                                                                  | 100 m gát       | 12,88    | 1.       | 6.       | 12,80         | 4.            | 6.            | 12,90    | 4.       | 7.*      | 12,80   | 4.       |
| Brigitte Foster-Hylton                                                                                  | 100 m gát       | 12,75    | 2.       | 2.       | 12,88         | 3.            | 8.*           | 12,70    | 2.       | 2.       | 13,49   | 8.       |
| Michelle Freeman                                                                                        | 100 m gát       | 12,99    | 3.       | 14.      | 13,52         | 7.            | 22.           | kiesett  | kiesett  | kiesett  | kiesett | kiesett  |
| Deon Hemmings                                                                                           | 400 m gát       | 55,44    | 1.       | 2.       |               |               |               | 54,00    | 1.       | 1.       | 53,45   |          |
| Catherine Pomales-Scott                                                                                 | 400 m gát       | 56,17    | 5.       | 10.      |               |               |               | 55,78    | 8.       | 14.      | kiesett | kiesett  |
| Patrina Allen                                                                                           | 400 m gát       | 59,36    | 7.       | 29.      |               |               |               | kiesett  | kiesett  | kiesett  | kiesett | kiesett  |
| Tayna Lawrence Veronica Campbell Beverly McDonald Merlene Ottey Merlene Frazer                          | 4 × 100 m váltó | 42,46    | 1.       | 1.       |               |               |               | 42,15    | 1.       | 1.       | 42,13   |          |
| Sandie Richards Catherine Pomales-Scott Deon Hemmings Lorraine Graham Michelle Burgher Charmaine Howell | 4 × 400 m váltó | 3:25,65  | 2.       | 7.       |               |               |               |          |          |          | 3:23,25 |          |

| Versenyző             | Versenyszám   | Selejtező                | Selejtező                | Döntő    | Döntő    |
| Versenyző             | Versenyszám   | Eredmény                 | Helyezés                 | Eredmény | Helyezés |
| --------------------- | ------------- | ------------------------ | ------------------------ | -------- | -------- |
| Karen Beautle         | Magasugrás    | érvényes kísérlet nélkül | érvényes kísérlet nélkül | kiesett  | kiesett  |
| Elva Goulbourne       | Távolugrás    | 668 cm                   | 5.                       | 643 cm   | 9.       |
| Lacena Golding-Clarke | Távolugrás    | 639 cm                   | 22.                      | kiesett  | kiesett  |
| Keisha Spencer        | Hármasugrás   | 13,49 m                  | 23.                      | kiesett  | kiesett  |
| Olivia McKoy          | Gerelyhajítás | 56,36 m                  | 21.                      | kiesett  | kiesett  |

* - egy másik versenyzővel azonos eredményt ért el

** - két másik versenyzővel azonos eredményt ért el

*** - három másik versenyzővel azonos eredményt ért el

**** - négy másik versenyzővel azonos eredményt ért el

## Triatlon
| Versenyző   | Versenyszám | 1,5 km úszás | Depózás 1 | 40 km kerékpározás | Depózás 2 | 10 km futás | Összesítés | Összesítés |
| Versenyző   | Versenyszám | Idő          | Idő       | Idő                | Idő       | Idő         | Idő        | Helyezés   |
| ----------- | ----------- | ------------ | --------- | ------------------ | --------- | ----------- | ---------- | ---------- |
| Iona Wynter | Női         | 20:19,98     | 33,60     | 1:08:16,30         | 26,70     | 40:48,11    | 2:10:24,69 | 34.        |

## Úszás
Női
| Versenyző        | Versenyszám | Előfutam | Előfutam | Előfutam | Elődöntő | Elődöntő | Elődöntő | Döntő   | Döntő    |
| Versenyző        | Versenyszám | Idő      | Hely.    | Össz.    | Idő      | Hely.    | Össz.    | Idő     | Helyezés |
| ---------------- | ----------- | -------- | -------- | -------- | -------- | -------- | -------- | ------- | -------- |
| Angelia Chuck    | 50 m gyors  | 27,48    | 2.       | 49.      | kiesett  | kiesett  | kiesett  | kiesett | kiesett  |
| Janelle Atkinson | 400 m gyors | 4:09,61  | 3.       | 3.       |          |          |          | 4:08,79 | 4.       |
| Janelle Atkinson | 800 m gyors | 8:34,51  | 4.       | 9.       |          |          |          | kiesett | kiesett  |

## Vitorlázás
Férfi
| Versenyző                 | Versenyszám    | Futam | Futam | Futam | Futam | Futam | Futam  | Futam | Futam  | Futam | Futam | Futam | Pontszám | Helyezés |
| Versenyző                 | Versenyszám    | 1     | 2     | 3     | 4     | 5     | 6      | 7     | 8      | 9     | 10    | 11    | Pontszám | Helyezés |
| ------------------------- | -------------- | ----- | ----- | ----- | ----- | ----- | ------ | ----- | ------ | ----- | ----- | ----- | -------- | -------- |
| Andrew Gooding Sean Nunes | 470-es osztály | 22,0  | 25,0  | 14,0  | 15,0  | 9,0   | (27,0) | 21,0  | (27,0) | 18,0  | 14,0  | 26,0  | 164,0    | 25.      |